# موزه باشگاه فوتبال بارسلونا
موزه باشگاه بارسلونا (به کاتالانی:FC Barcelona Museu) در تاریخ ۲۴ سپتامبر ۱۹۸۴ تحت مدیریت جوزپ لوییس نونیز افتتاح گشت. در تاریخ ۱۵ ژوئن ۲۰۱۰ نیز موزه بازسازی شد و سپس بازگشایی شد.

## نگارخانه

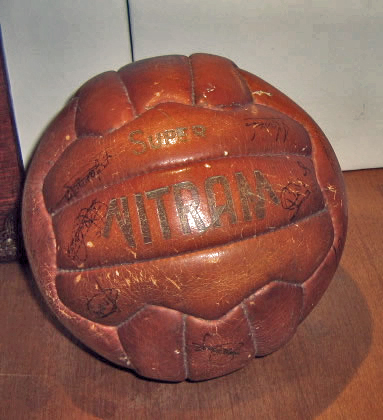
توپی از سال ۱۹۵۸ در شهر اینتر.
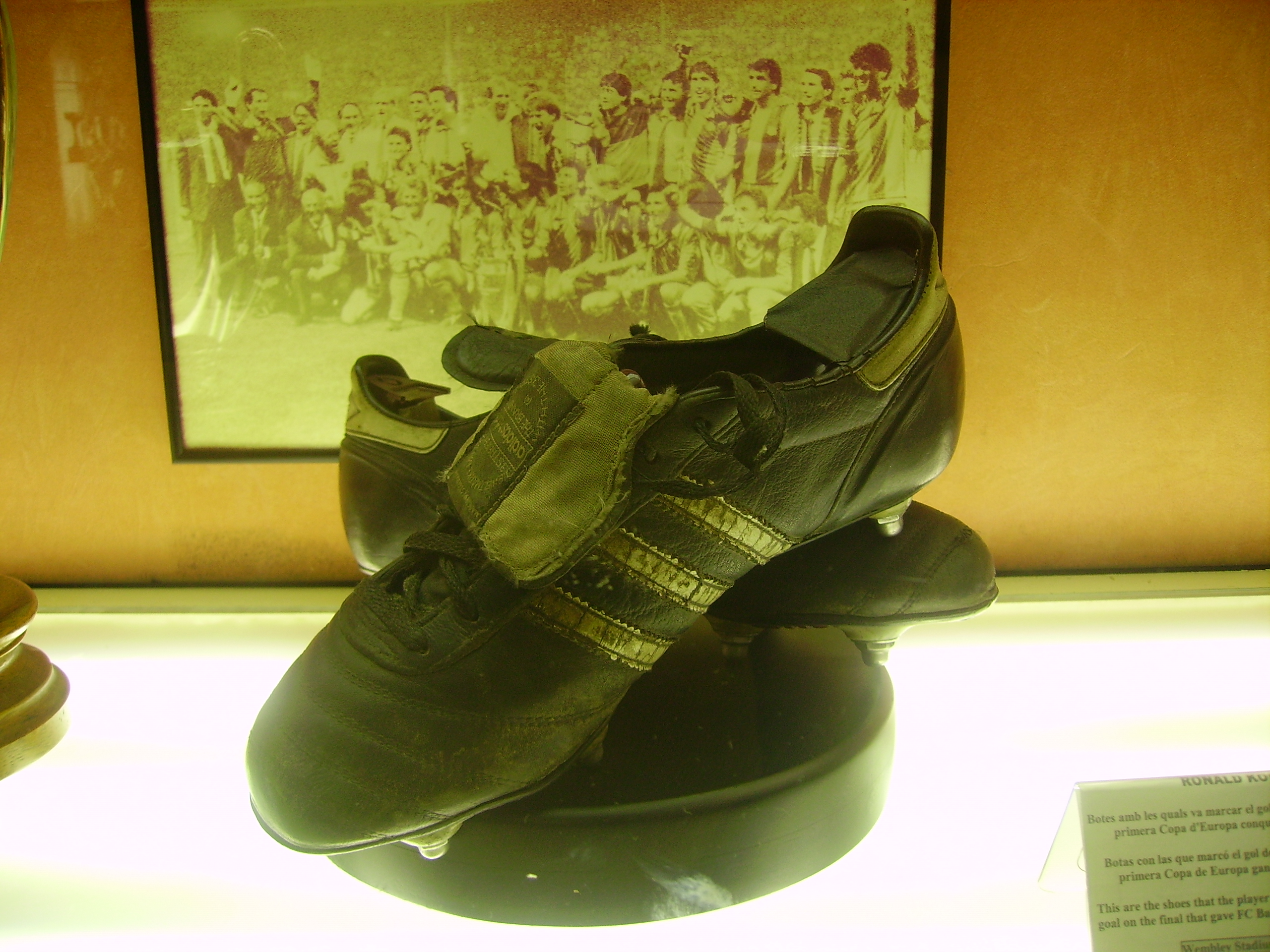
چکمه‌های رونالد کومان - فینال جام باشگاه‌های اروپا در سال ۱۹۹۲.
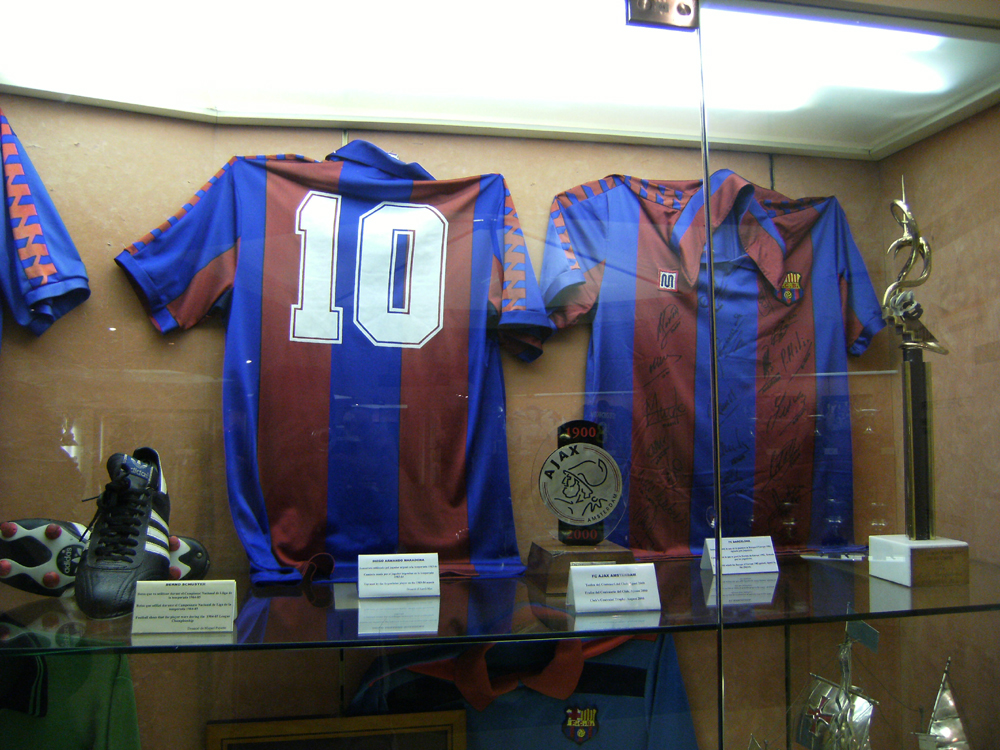
لباس دیگو مارادونا در بارسا